# Vangerow (pommersches Adelsgeschlecht)

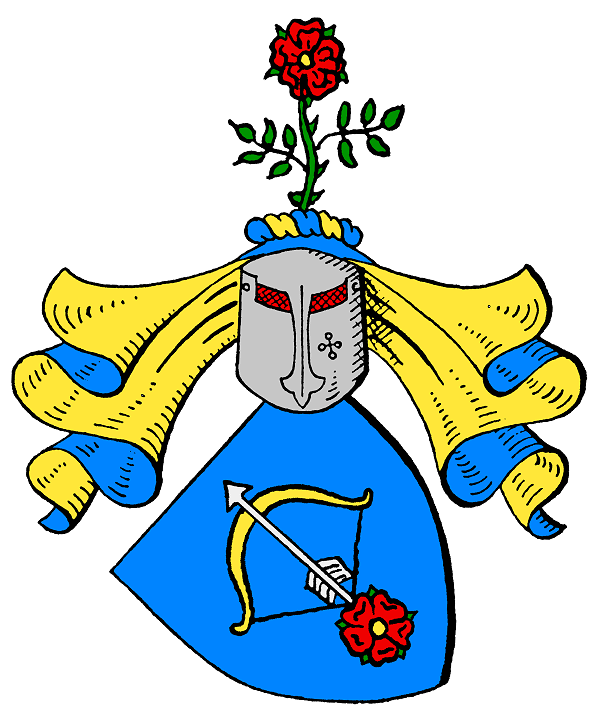
Wappen derer von Vangerow

Vangerow ist ein altes pommersches Adelsgeschlecht.

## Geschichte
Das Geschlecht wird mit den „Olde Kraianten“, Mannen des Herzogs Wartislaw V. von Pommern, am 22. Juni 1364 auf Vangerow (Landkreis Neustettin) erstmals urkundlich erwähnt und nahm später nach seinem Stammgut diesen Namen an. Thyme von Vangerow tho Vangerow wird im Jahr 1411, Hans Vangerow tho Vangerow im Jahr 1481 und Marten Vangerow im Jahr 1538 urkundlich genannt.

## Wappen
In Blau über einer gold besamten roten Rose ein gespannter goldener Bogen mit pfahlweise aufliegendem silbernen Pfeil. Auf dem Helm mit blau-goldenen Decken die Rose an grünem Blätterstengel.

## Namensträger
- Adolph von Vangerow (1808–1870), deutscher Rechtswissenschaftler
- August von Vangerow (1863–1935), deutscher Verleger und Druckereibesitzer
- Leopold von Vangerow (1831–1881), deutscher Verleger und Bremerhavener Kommunalpolitiker
- Kurt von Vangerow (1910–1995), Brigadegeneral der Bundeswehr